# 北京工人体育馆
北京工人體育館位於北京市朝陽區工人體育場路，建成於1961年，可容納觀眾13000人，是2008年北京奧運的比賽場館。

## 历史
北京工人体育馆落成後不久便舉辦第26屆世界乒乓球錦標賽。該體育館曾舉行過第十一屆亞運會乒乓球比賽，並於2005年11月11日舉行「奧運倒數一千日儀式」及「2008奧運吉祥物揭曉大會」的儀式，公報出該屆奧運的五隻吉祥物。2008年，北京工人體育館於奧運期間進行拳擊專項的所有賽事和隨後殘疾奧運會的盲人柔道賽事。體育館除了舉行各項運動比賽外，也會舉行如頒獎禮、音樂會等其他大型活動。